# 135. vestlige længdekreds
Den 135. vestlige længdekreds (eller 135 grader vestlig længde) er en længdekreds, der ligger 135 grader vest for nulmeridianen. Den løber gennem Ishavet, Nordamerika, Stillehavet, det Sydlige Ishav og Antarktis.